# Fecskefarkú kolibri
A fecskefarkú kolibri (Eupetomena macroura) a madarak (Aves) osztályának a sarlósfecske-alakúak (Apodiformes) rendjéhez, ezen belül a kolibrifélék (Trochilidae) családjához tartozó Eupetomena nem egyetlen faja.
A magyar név forrással nincs megerősítve, lehet, hogy az angol név tükörfordítása (Swallow-tailed Hummingbird).

## Rendszerezése
A fajt Johann Friedrich Gmelin német természettudós írta le 1788-ban, a Trochilus nembe Trochilus macrourus néven. Sorolták a Campylopterus nembe Campylopterus macrourus néven is.

## Alfajai
- Eupetomena macroura boliviana Zimmer, 1950
- Eupetomena macroura cyanoviridis Grantsau, 1988
- Eupetomena macroura hirundo Gould, 1875
- Eupetomena macroura macroura (Gmelin, 1788)
- Eupetomena macroura simoni Hellmayr, 1929[2]

## Előfordulása
Argentína, Bolívia, Brazília, Francia Guyana, Paraguay, Peru és Suriname területén honos. Természetes élőhelyei a szubtrópusi vagy trópusi száraz erdők, síkvidéki és hegyi esőerdők, száraz szavannák, valamint ültetvények, másodlagos erdők, vidéki kertek és városi környezet. Állandó, nem vonuló faj.

## Megjelenése
Átlagos testhossza 15 centiméter. 
|  |  |

## Életmódja
Nektárral és kisebb repülő rovarokkal táplálkozik.

## Szaporodása
|  |  |

## Természetvédelmi helyzete
Az elterjedési területe rendkívül nagy, egyedszáma pedig ismeretlen. A Természetvédelmi Világszövetség Vörös listáján nem fenyegetett fajként szerepel. Állandó, nem vonuló faj.